# Karin Püschel
Karin Püschel (* 8. Januar 1958 in Merseburg, geboren als Karin Kahlow) ist eine ehemalige deutsche Volleyballspielerin.
Karin Püschel war vielfache DDR-Nationalspielerin. Bei den Olympischen Spielen 1980 in Moskau gewann sie die Silbermedaille. Mit ihren Mannschaftskameradinnen wurde sie im selben Jahr mit dem Vaterländischen Verdienstorden in Bronze ausgezeichnet.
Karin Püschel spielte für den SC Leipzig.